# Olga Bede
Olga Bede  (Dicsőszentmárton, 24 de noviembre de  1908 - Târgu Mureş, 1985) escritora rumana-húngara. 
Acabó de estudiar en Dicsőszentmárton en 1925 y trabajó como oficinista en varias localidades de Transilvania. 

## Obra
- Harkály doktor, 1957
- Az Óperencián innen és túl, 1957
- Aranymadár, 1958
- Varázstükör, 1958
- Két kis csibész kalandjai, 1960
- Pionírok az űrhajón, 1961
- Kék virág, 1961
- Mai játék, 1963
- Pionír-köszöntő, 1964
- Mesél az erdő, 1964
- Be szép a nyár, 1968
- Bújj, bújj zöld ág, 1968